# 夏宇禾
夏宇禾（1993年7月22日—），舊名「鍾雅如」，2016年改從母姓。台灣女藝人，曾和蔡東威Gino交往6年，2023年情斷恢單，2025年被周刊拍到與大21歲的歌手李聖傑互動熱絡，當街上演「肌膚之親」。她通過演出《風水世家》走紅。

## 外部連結
- 夏宇禾的Facebook專頁
- 夏宇禾的Instagram帳戶
- 夏雨禾的新浪微博